# Eastia jouberti
Eastia jouberti är en insektsart som beskrevs av De Lotto 1964. Eastia jouberti ingår i släktet Eastia och familjen ullsköldlöss. Inga underarter finns listade i Catalogue of Life.